# Scorpaena russula
Scorpaena russula är en fiskart som beskrevs av Jordan och Bollman, 1890. Scorpaena russula ingår i släktet Scorpaena och familjen Scorpaenidae. IUCN kategoriserar arten globalt som livskraftig. Inga underarter finns listade i Catalogue of Life.